# Constituição Iugoslava de 1963
A Constituição Iugoslava de 1963 foi a segunda constituição da República Socialista Federativa da Iugoslávia. Entrou em vigor em 7 de abril de 1963. A constituição foi o resultado da crença das estruturas governamentais de que as relações de autogestão iugoslavas foram suficientemente superadas na sociedade para merecer uma nova e final definição constitucional e entronização.
A Assembleia Federal (Skupština) foi dividida em uma câmara geral, a Câmara Federal, e quatro câmaras com responsabilidades burocráticas específicas. A constituição determinava que as repúblicas individuais fossem representadas apenas na Câmara das Nacionalidades, uma parte da Câmara Federal  que em 1967 se tornou uma câmara separada da Assembleia por direito próprio. 
O presidente Josip Broz Tito manteve o cargo de presidente do partido, mas renunciou ao cargo estadual de presidente do Conselho Executivo Federal, uma mudança que separou ainda mais as funções do partido e do estado. A constituição de 1963 também introduziu o conceito de rotação, que proibia permanecer em cargos executivos de nível superior ou inferior por mais de dois mandatos de quatro anos. Além disso, ampliou os direitos humanos e civis e estabeleceu procedimentos judiciais constitucionalmente garantidos. 
A constituição foi substituída pela adoção de uma quarta e última constituição em 1974.

## Regulamentos
A definição de estado é caracterizada não apenas pela disposição de que se trata de um estado federal, mas também de uma comunidade socialista democrática, o que deveria indicar a tendência ao ideal marxista de definhamento do estado. 
A propriedade pública, a autogestão e a auto-organização dos trabalhadores nos níveis micro e macro foram declaradas a base do planejamento econômico. 
O direito à autogestão social foi declarado intocável, e os distritos do estado (município, condado, províncias autônomas da Sérvia, Repúblicas Socialistas e a própria Federação), tornaram-se comunidades sócio-políticas. Na regulamentação ainda não vista no direito constitucional, a hierarquia entre estas unidades foi destruída e um sistema de direitos e obrigações mútuos foi introduzido. 
A Assembleia Federal foi proclamada como o órgão máximo de governo e autogoverno social, e na assembleia federal e republicana, além do conselho político geral, foram introduzidas maiores comunidades operárias - econômicas, educacionais, culturais, sociais e de saúde, organizacional e político. As assembleias das províncias autónomas poderiam ter mais. 
O Presidente da República tornou-se independente do Conselho Executivo Federal e tornou-se autoridade autônoma da federação. Foram introduzidos o Tribunal Constitucional da Iugoslávia e os tribunais constitucionais das repúblicas. 

## Prática
42 emendas foram adicionadas a esta Constituição até a adoção da nova Constituição Iugoslava de 1974. Isto mostra que a estabilidade das instituições não foi alcançada por prazos mais longos. Novas alterações reforçaram a posição das províncias autônomas, introduziram novas áreas de autogoverno e as antigas agências federais tornaram-se comuns, em vez de permanecerem superiores. 